# Pseudopoda akashi
Pseudopoda akashi is een spinnensoort in de taxonomische indeling van de jachtkrabspinnen (Sparassidae).
Het dier behoort tot het geslacht Pseudopoda. De wetenschappelijke naam van de soort werd voor het eerst geldig gepubliceerd in 1988 door Sethi & Benoy Krishna Tikader.